# Casa al carrer del Carme, 36 (Tàrrega)
Casa al carrer del Carme, 36 és una obra de Tàrrega (Urgell) protegida com a Bé Cultural d'Interès Local.

## Descripció
Situada al centre urbà de Tàrrega, en una zona adaptada a vianants amb alta presència de comerç local. Casa entre mitgeres, de planta rectangular amb quatre nivells i coberta d'un aiguavés. El parament, a base de carreus regulars, està emmarcat amb aparell encoixinat i dovelles a saltacavall als baixos, i arrebossat i amb les faixes d'obra, imitant pedra buixardada, als pisos. Pel que fa a les obertures, a la planta baixa hi ha la porta d'accés a l'habitatge i, al seu costat, una de secció rectangular delimitant l'espai comercial i una altra porta d'accés. A la primera planta, destaca una gran tribuna disposada al centre de l'edifici, formant un cos rectangular que s'estructura amb cinc finestres d'arc pla separades per pilastres d'estil toscà. La segona planta té un balcó d'arc pla, situat damunt la tribuna i separat d'aquesta per un fris que conté tríglifs i mètopes. El balcó està delimitat per una balustrada i té un emmarcament amb doble cornisa, i el centre està decorat per volutes. La planta superior, són les golfes i presenta a la part central una finestra apaïsada amb quatre obertures d'arc a nivell.